# Mark Duplass

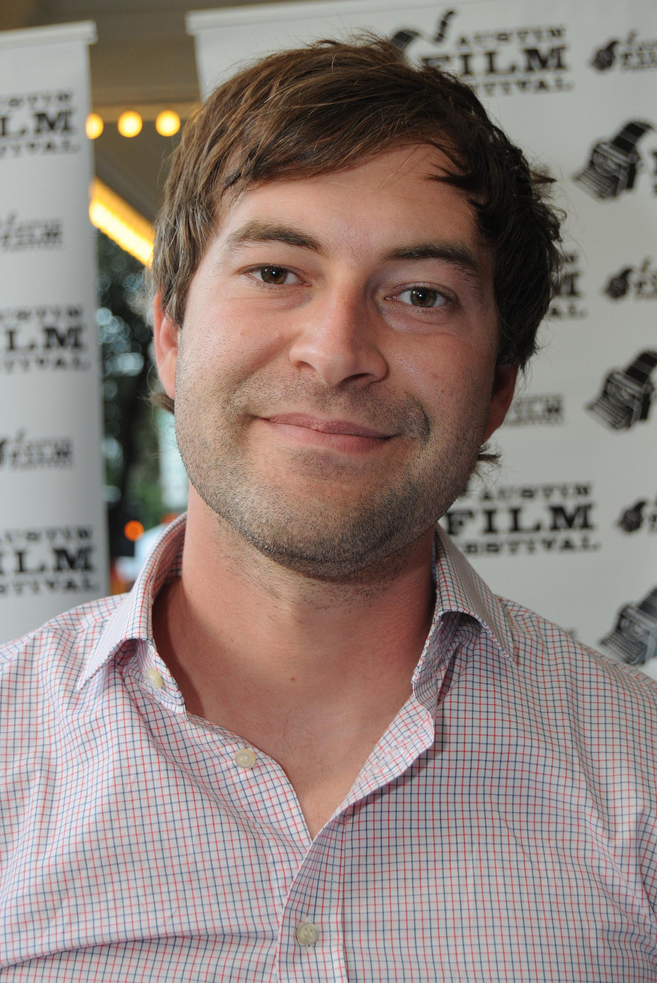
Mark Duplass beim Austin Film Festival (2011)

Mark David Duplass (* 7. Dezember 1976 in New Orleans, Louisiana) ist ein US-amerikanischer Schauspieler, Regisseur, Drehbuchautor, Filmproduzent und Musiker. Seine Filmprojekte setzt er oft in Zusammenarbeit mit seinem Bruder Jay Duplass um. Die Brüder gelten als wichtige Vertreter des Mumblecore, obwohl sie dieser Kategorisierung kritisch gegenüberstehen.

## Leben und Werdegang
Mark Duplass wurde 1976 als Sohn von Cindy und Larry Duplass in New Orleans geboren.
Mark und Jay Duplass setzten ab Mitte der 2000er Jahre eigene Filmprojekte um. Ihr Spielfilmdebüt war der 2005 veröffentlichte Roadmovie The Puffy Chair, für den beide Drehbuch, Regie und Produktion übernahmen und in dem Mark Duplass auch als Schauspieler auftrat. Es folgten die Filme Baghead (2008), Cyrus (2010), Jeff, der noch zu Hause lebt (2011) und Der Do-Deca-Pentathlon (2012). 2014 war er in dem Found-Footage-Horrorfilm Creep zu sehen, dem 2017 eine Fortsetzung folgte. An der Serienadaption The Creep Tapes aus dem Jahr 2024 war er auch als Autor beteiligt.
Seit dem Jahr 2002 ist er auch als Leadsänger der Band Volcano, I'm Still Excited!! tätig.
Duplass ist mit der Regisseurin und Schauspielerin Katie Aselton verheiratet. Das Paar hat zwei gemeinsame Kinder.

## Filmografie (Auswahl)
Schauspieler
- 2005: Die Einmischung (The Intervention; Kurzfilm)
- 2005: The Puffy Chair
- 2007: Hannah Takes the Stairs
- 2009: Other People’s Parties
- 2009: Humpday
- 2009: True Adolescents
- 2009–2015: The League (Fernsehserie, 84 Episoden)
- 2010: Greenberg
- 2010: Mars
- 2011: Your Sister's Sister
- 2012–2017: The Mindy Project (Fernsehserie, 22 Episoden)
- 2012: Journey of Love – Das wahre Abenteuer ist die Liebe (Safety Not Guaranteed)
- 2012: Darling Companion – Ein Hund fürs Leben (Darling Companion)
- 2012: Zeit zu leben (People Like Us)
- 2012: Zero Dark Thirty
- 2013: Parkland
- 2014: The One I Love
- 2014: Creep
- 2014: Tammy – Voll abgefahren (Tammy)
- 2014: Mercy – Der Teufel kennt keine Gnade (Mercy)
- 2015: The Lazarus Effect
- 2015–2016: Togetherness (Fernsehserie, 16 Episoden)
- 2016: Blue Jay
- 2017: Manhunt: Unabomber (Fernsehserie, 2 Episoden)
- 2017: Creep 2
- 2018–2019: Goliath (Fernsehserie, 9 Episoden)
- 2018: Tully
- 2019: Paddleton
- 2019: Bombshell – Das Ende des Schweigens (Bombshell)
- seit 2019: The Morning Show (Fernsehserie)
- 2021: Language Lessons
- 2022: Biosphere
- 2024: The Creep Tapes (Fernsehserie)

Regie
- 2005: The Puffy Chair
- 2008: Baghead
- 2010: Cyrus
- 2011: Jeff, der noch zu Hause lebt (Jeff, Who Lives at Home)
- 2012: Der Do-Deca-Pentathlon (The Do-Deca-Pentathlon)
- 2015–2016: Togetherness (Fernsehserie, 15 Episoden)

Drehbuch
- 2005: Die Einmischung (The Intervention, Kurzfilm)
- 2005: The Puffy Chair
- 2008: Baghead
- 2010: Cyrus
- 2011: Jeff, der noch zu Hause lebt (Jeff, Who Lives at Home)
- 2012: Black Rock
- 2012: Der Do-Deca-Pentathlon (The Do-Deca-Pentathlon)
- 2015–2016: Togetherness (Fernsehserie, 16 Episoden)
- 2019: Paddleton
- 2021: Language Lessons
- 2022: Biosphere
- 2024: The Knife
- 2025: Magic Hour

Produzent
- 2005: Die Einmischung (The Intervention, Kurzfilm)
- 2005: The Puffy Chair
- 2008: Baghead
- 2012: Der Do-Deca-Pentathlon (The Do-Deca-Pentathlon)
- 2019: Paddleton